# 月光院 (相模原市)
月光院（がっこういん）は、現在の神奈川県相模原市緑区にあった仏教寺院。時宗。

## 概略と沿革
時宗当麻派本山・無量光寺の末寺。明治6年（1873年）に廃絶。
寺について詳細は全く不明で、『新編相模国風土記稿』によれば、山号と本尊だけがわかる。跡地は宅地や畑などになっている。

## 交通アクセス
京王電鉄相模原線橋本駅から神奈川中央交通路線バスで石ヶ沢バス停留所を下車、徒歩数分